# هروتوو
هروتوو (به چکی: Hrutov) یک منطقهٔ مسکونی در جمهوری چک است که در ناحیه ییهلاوا واقع شده‌است. هروتوو ۲٫۵۵ کیلومتر مربع مساحت و ۷۴ نفر جمعیت دارد و ۵۷۸ متر بالاتر از سطح دریا واقع شده‌است.